# 莫琳·克里夫
莫琳·克里夫（英語：Maureen Cleave，1934年10月20日—2021年11月6日）是英国记者。她从1960年代开始为《伦敦旗帜晚报》工作， 莫琳·克里夫采访了这个时期的许多著名音乐人，其中就包括约翰·列侬和鲍勃·迪伦等。此后的四十余年里，她陆续为《伦敦旗帜报》、《电讯杂志》、《萨迦杂志》、《智慧生活》等报刊工作，并在此期间采访了各式各样的人物。

## 早年境况
1934年10月20日，莫琳·克里夫出身在英属印度的德里附近。 随后她在她母亲的原籍国爱尔兰长大。
莫琳曾经就读于爱尔兰中部阿斯隆的罗斯莱文（Rosleven）寄宿制学校；后来她在牛津大学圣安妮学院学习现代历史。在这里，莫琳·克里夫成为第一位受邀在牛津大学辩论社发言的女性。 1957年，她以第三等荣誉从该校毕业。